# Зуб Олександр Сергійович
Олекса́ндр Сергі́йович Зуб (нар. 3 травня 1977, Чернігів, УРСР, СРСР) — український футболіст, тренер і військовик. Учасник оборони Чернігова під час російсько-української війни.

## Біографія
Вихованець ДЮСШ «Десна» (Чернігів). У дитинстві за сімейними обставинами на деякий час переїхав до Вірменії. З 18 років проходив 2-річну строкову службу в армії (1995—1997). Оскільки у вірменську військову частину його не взяли через незнання мови, служив у російській розвідувальній роті спецназу, яка дислокувалася в Єревані. У 1997 році виступав за єреванський «Цемент», з яким посів 5-те місце в чемпіонаті Вірменії. З 2001 по 2014 рік виступав за українські аматорські команди «Європа» (Прилуки), «Факел-ГПЗ» (Варва), «Полісся» (Добрянка), «Авангард» (Корюківка), «Холодний Яр», «Будівел-Енергія» (Ріпки), «Зернопром» (Анисів) і «Олімп» (Чернігів). Після завершення кар'єри футболіста працював тренером СДЮШОР «Десна». Наразі — тренер команди U-19 футбольного клубу «Десна», що є учасником Прем'єр-ліги.
З початком вторгнення російських військ в Україну 3 березня 2022 року з власної ініціативи розпочав службу в чернігівській Муніципальній варті, у складі якої взяв участь в успішній обороні Чернігова від російських загарбників. Згодом брав участь у боях на східному напрямку, де отримав важкі поранення.